# Tijon Jrénnikov
 Tijon Nikoláyevich Jrénnikov (en ruso: Тихон Николаевич Хренников, Yeléts, 15 de mayojul./ 28 de mayo de 1913greg.-Moscú, 14 de agosto de 2007) fue un compositor y político ruso.
De gran influencia en sus contemporáneos, sus obras se siguen tocando en la actualidad. Compuso tres sinfonías, cuatro conciertos para piano, dos conciertos para violín, óperas, operetas, ballets, música de cámara, incidental y para películas.

## Biografía
Jrénnikov estudió piano desde su infancia, y después composición en la Escuela Estatal de Música Gnessin de 1929 a 1932 y más tarde en la Conservatorio de Moscú de 1932 a 1936.
En 1948, Andréi Zhdánov lo nombra secretario general de la Unión de compositores Soviéticos, puesto que conservaría hasta la disolución de la URSS en 1991. 
Fue profesor del Conservatorio de Moscú y durante 25 años miembro del jurado del Concurso Internacional Chaikovski.